# 夏の終わり/私面想歌
「夏の終わり/私面想歌」（なつのおわり/しめんそか）は2017年7月21日にStudio Cubic Recordsから発売された、日本のロックバンド・Non Stop Rabbitの通算1枚目のシングル。

## 背景とリリース
Non Stop Rabbit初のシングル。CD盤とカセットテープ盤の2形態でリリース。カセットテープ盤はイベント「カセットストアデイ」への参加を記念し販売された。その為、現在は廃盤となっている。
ジャケットデザインは田口達也が手掛けている。
発売当初は、関東と関西の一部店舗で限定販売されていたが、全国流通ではないため、2021年現在は、ライブ会場・オンラインショップのみでCD盤を購入することができる。
2017年7月24日から、ダウンロード・ストリーミング配信されていたが、2021年3月現在は配信停止となっている。
表題曲「夏の終わり」を気に入った太我の父親から「CDをたくさん作れば多くの人に聴いてもらえて原価も安くなるから」と助言をもらい、8000枚ほど製造したものの、在庫が余ったため結局トントンだったという。
| 形態             | 規格           | 規格品番  |
| ---------------- | -------------- | --------- |
| CD盤             | CD             | UNME-0001 |
| カセットテープ盤 | カセットテープ | UNME-0002 |

## ミュージック・ビデオ
夏の終わり
監督：瀬里義治 / 製作：SEP,inc.
俳優の阿部朱梨、末武拓也が出演し、ショートドラマ仕立てになっている。
私面想歌
監督：林良樹 / 製作：SEP,inc. 
楽曲の持つ鋭いスピード感を活かした、ソリッドでタイトな映像となっている。

## 収録内容
| 全作詞: 矢野晴人 / 田口達也、全作曲: 田口達也、全編曲: 鈴木Daichi秀行。 |                               |                     |            |      |
| #                                                                       | タイトル                      | 作詞                | 作曲・編曲 | 時間 |
| 1.                                                                      | 「夏の終わり」                | 矢野晴人 / 田口達也 | 田口達也   | 4:13 |
| 2.                                                                      | 「私面想歌」                  | 矢野晴人 / 田口達也 | 田口達也   | 3:24 |
| 3.                                                                      | 「夏の終わり (instrumental)」 | 矢野晴人 / 田口達也 | 田口達也   | 4:10 |
| 4.                                                                      | 「私面想歌 (instrumental)」   | 矢野晴人 / 田口達也 | 田口達也   | 3:23 |
| 合計時間:                                                               | 合計時間:                     | 15:10               |            |      |

| #         | タイトル       | 作詞 | 作曲・編曲 | 時間 |
| --------- | -------------- | ---- | ---------- | ---- |
| 1.        | 「夏の終わり」 |      |            | 4:13 |
| 2.        | 「私面想歌」   |      |            | 3:24 |
| 合計時間: | 合計時間:      | 7:37 |            |      |

## ライブ
リリースを記念し、ワンマンライブが行われた。
| 日程              | 開場 / 開演   | 都市   | 会場           |
| ----------------- | ------------- | ------ | -------------- |
| 2017年7月21日(金) | 18:00 / 19:00 | 東京都 | 渋谷StarLounge |

## クレジット

### Non Stop Rabbit
矢野晴人：Vocal & Bass
田口達也：Guitar & Chorus
太我：Drums

### レコーディング
Produced & Arranged by 鈴木Daichi秀行
Recorded & Mixed & Mastered by 鈴木Daichi秀行
Recorded & Mixed & Mastered at Studio Cubic

### アートワーク
Illustrated : 斎藤有紗
Photo : 菊島明梨 & 畠山一樹
Design : 田口達也
Hair & Make : 浦野陽介(joemi)